# ハマド・ビン・ハリーファ・アール＝サーニー
ハマド・ビン・ハリーファ・アール＝サーニー（アラビア語: حمد بن خليفة آل ثاني, ラテン文字転写: Hamad bin Khalifa Al Thani、1952年1月1日 - ）は、カタール前首長（1995年6月27日 - 2013年6月25日）。1995年6月26日、当時首長であった父ハリーファ・ビン・ハマド・アール＝サーニー (Khalifa bin Hamad Al Thani) を追放し、首長の地位に就いた。
民間メディア企業Al Jazeera Media Networkの編集長でもある。

## 経歴
1952年、当時イギリスの保護領であったカタールに生まれる。初等教育(初等学校、中等学校)はカタールのドーハで受け、後にイギリスのサンドハースト王立陸軍士官学校で学ぶ。
1971年7月に卒業し、帰国後はカタール陸軍の中佐となり、1972年に少将、機動師団の師団長となる。1975年にはアール・サーニー部族反乱の鎮圧で功を挙げる。
1977年5月に太子となり、同時に国防大臣に任ぜられた。1980年代初頭には最高諮問評議会 (the Supreme Planning Council) 議長となり、基礎経済と社会政策を担当する。
1979年から1991年9月まで、カタール健康会議 (Higher Council for Youth Welfare, HCYW) の議長を務め、スポーツの振興などに努めた。
カタール陸軍の元帥として軍の近代化にも務めており、兵士教育、軍制改革、兵器革新などを実施した。この近代化が功を奏し、1991年の湾岸戦争ではクウェート側につき、サウジアラビアの町カフジの奪還に貢献している。
1992年以降の内閣の閣僚選定を行っており、主要な出来事に対する決定権も行使している。また、カタールの石油と天然ガスの開発にも取り組んでいる。この頃から、国政全般を取り仕切るようになった。
1995年6月26日、いとこと共謀してスイスで休暇中の父を首長から解任し、6月27日に自らが首長の地位に就いた。
2013年6月25日、太子のタミーム・ビン・ハマド・アール＝サーニーに、権力を委譲することを発表した。

## 人物

### 思想と活動
夫人3人を持つ。アラビア語、英語を話す。スポーツ愛好家であり、ダイビングにも熱心であった。また、鷹狩、馬の飼育、競馬観戦の趣味もある。
政策にもこれらが影響しており、国内工業化に特化した政策を取っていた父と比べて、天然ガス開発、行政合理化、民営化、カタール人優先雇用政策などに力を入れている。
カタール国内の運動競技発展に努めており、ハマドの活動によって、カタール国内で
- 2001年 - ：カタール・トータル・オープン (テニス)
- 2002年 - ：カタール国際ユーストーナメント (サッカー)
- 2006年：アジア競技大会(ドーハ)

などの国際大会も開催されるようになっている。
外交活動にも積極的で、湾岸協力会議や数々の国際フォーラムでカタール代表を務めている。そのため、オマーン、エジプト、サウジアラビア、インドネシア、ベネズエラ、イギリス、フランス、モロッコなど各国から勲章を贈られている。
1997年、ハマド首長指導の下、カタールは女性に投票権を与えている。これは湾岸協力会議加盟国の中では初である。
2012年10月23日、2007年にハマースがガザ地区を制圧して以来、外国の元首として初めてガザ地区を訪問したように、ハマースと強い関係を有し、これを支援している。

### アルジャジーラの設立
1996年、ハマド首長から1億5000万米ドルの資金提供を受け、衛星テレビ局アルジャジーラが設立された。アラブ諸国にある放送局としては、最も影響力があり、係争事件も多い。
2001年までに広告収入による独立採算制を目指していたが、これは果たせず、ハマド首長は毎年補助金を提供することに同意している。2004年の補助金は3000万米ドルであった。2000年の広告収入は、全収入の40%を占めている。